# Теофилакт Симоката
Теофилакт Симоката (грч. Θεοφύλακτος ὁ Σιμοκάττης, прва половина 7. века) био је византијски, али се понекад сматра и последњим античким историчарем.
Симоката је рођен у Египту, и био је царски секретар и префект за време Ираклијаве владавине (610–641). Извесну светлост на Теофилактову биографију баца његов мали дијалошки спис Природословна питања, чији пуни наслов гласи О објашњењу и решењу физичких проблема (Περὶ διαφόρων φυσικῶν ἀπορήματων καὶ ἐπιλύσεων αὐτῶν), а које је 1953. издато на латинском под називом Quaestiones pxysicae. Из тог списа може се закључити да је Ираклије, који је и сам дошао на престо из Африке, дозвао себи на двор из Египта ученог софисту Симокату, исто онако као што је себи дозвао чувеног природословца и алхемичара Стефана Александријског, да га постави за професора новооснованог цариградског универзитета.
Поред Природословних питања Симоката је написао и једну збирку песама у прози, под насловом Етичке, буколске и љубавне песме (Ἐπιστολαὶ ἠθικαὶ, ἀγροιχικαὶ, ἑταιρικαί). Оба ова списа у Византији су читана више него његово најважније, историографско дело, о чему сводочи велики број рукописа.
Најзрелије Симокатино дело јесте његова Историја, у осам књига, где описује доба Маврикијеве владавине (582–602), настављајући заправо тамо где је стао Менандар Протектор, кога веома цени, и завршавајући своје дело 602, када је на престо ступио Фока, најљући „тиранин“. Цело градиво поделио је у осам књига, као и Прокопије, а можда и Менандар. Свима њима узор је Тукидидово дело подељено у осам књига. И у свом историјском делу Симоката је алегоричан, стављајући на почетак дијалог између персонификација Филозофије и Историје. Од Прокопија и Менандра разликује се и по томе што је дело испунио фантасктиком и сентенцама.
Основна тема Историје јесте рат који је Византија на истоку водила против Персије, али су у њу уметнути и описи дела персијског краља Хозроја II (владао 590-628), као и рат Византије на Балкану против Словена и Авара, укључујући и важне податке о различитим турским вођама. Симокатини извори су тројаки: прво, старија историјска дела (нарочито изгубљено дело Јована Епифанијског); друго, архивска документа, која су Симокати стајала на располагању на двору (нпр. персијски списи); и најзад, усмена традиција старијих живих савременика Маврикијеве владавине. Највећу незгоду његовој веродостојности представља његова упорна тежња за оригиналним начином писања. Зато он често ређа догађаје не хронолошким редом, већ како је њему згодно да добије извесну уметничку и стилску целину.
Симокатин језик је врло тежак за разумевање, његов стил је веома извештачен и реторски кићен, а речник пун неологизама. Корен Симокатиној реторској извештачености могао би се тражити и у његовом афричком пореклу. Иначе, за своје време Симоката је био врло учен човек, који је познавао многе античке писце, иако прилично површно.